# Тойда 1-я
Тойда 1-я — посёлок в Панинском районе Воронежской области.
Входит в состав Октябрьского сельского поселения, ранее входил в состав Сергеевского сельского поселения.

## География

### Улицы
- ул. Вишнёвая
- ул. Дорожная
- ул. Заречная
- ул. Молодёжная
- ул. Северная
- ул. Солнечная
- ул. Центральная
- ул. Школьная

## Население
| 2000 | 2005 | 2010 |
| ---- | ---- | ---- |
| 772  | ↘749 | ↘596 |